# ニューアーク (防護巡洋艦)
|          |                                                      |
| 艦歴     |                                                      |
| 発注:    |                                                      |
| 起工:    | 1888年6月12日                                        |
| 進水:    | 1890年3月19日                                        |
| 就役:    | 1891年2月2日                                         |
| 退役:    | 1912年6月16日                                        |
| その後:  | 売却                                                 |
| 除籍:    |                                                      |
| 性能諸元 |                                                      |
| 排水量:  | 4,083トン                                            |
| 全長:    | 311.4 ft                                             |
| 全幅:    | 49.2 ft                                              |
| 吃水:    | 18.8 ft                                              |
| 機関:    |                                                      |
| 最大速:  | 19ノット                                             |
| 乗員:    | 士官、兵員393名                                      |
| 兵装:    | 6インチ砲12門 6ポンド砲4門 3ポンド砲4門 1ポンド砲2門 |

ニューアーク (USS Newark, C-1) は、アメリカ海軍の防護巡洋艦。艦名はニュージャージー州ニューアークに因む。アメリカ海軍における初の近代的巡洋艦。

## 艦歴
ニューアークは1888年6月12日にペンシルベニア州フィラデルフィアのウィリアム・クランプ・アンド・サンズで起工する。1890年3月19日にアニー・ボウテレ（メイン州選出下院議員チャールズ・A・ボウテレの娘）によって命名、進水し、1891年2月2日に艦長サイラス・ケーシー三世大佐の指揮下就役した。
就役後は大西洋で10ヶ月間作戦活動に従事し、艦隊演習および訓練を行う。12月8日にノーフォーク海軍工廠で艦隊から分離し、そのまま整調後のオーバーホールを行う。1892年3月11日に北大西洋戦隊に配属され、14日に西インド諸島に向けて出航した。ニューアークはカリブ海および東海岸で活動し、西インド諸島の港でアメリカ海軍の威容を示した後6月5日にノーフォークに帰還、6月25日には新たに結成された南太平洋戦隊の司令官アンドリュー・E・K・ベンハム少将の旗艦となる。ニューアークは7月17日にスペインのカディスに向けて出航し、コロンブスの航海400周年記念祭に参加する。30日にカディスに到着、8月2日まで留まった後、コロンブスの生地であるジェノヴァへ向けて出航、1ヶ月後に到着した。ニューアークは25日にジェノヴァを出航し地中海とアドリア海を巡航、多くの港を訪問した後1893年2月11日にカディスに到着し、キャラベル船のニーナ (Nina) を牽引、18日には帰路に就いた。
ニューアークは3月1日に観艦式に参加し、3月21日にハバナに到着、ニーナをそこで分離しハンプトン・ローズとニューヨークに向かう。ニューヨークで再びキャラベル船を牽引しセントローレンス川を下ってケベックに向かう。6月11日にケベックでキャラベル船を切り離し、22日にノーフォークに帰還した。9月20日にブラジルのリオデジャネイロに向けて出航、10月20日に到着し1894年4月1日まで留まる。その後南アメリカの沖合で南大西洋戦隊と共に作戦活動を行い、8月から10月まで南アフリカへ巡航した。翌年の8月から10月に再び南アフリカを訪問し、1896年4月27日にノーフォークに帰還した。5月4日に北大西洋ステーションに配属され、6月25日に戦隊と合流、南東海岸沖で偵察任務および演習に従事し、1897年3月6日にノーフォークで退役した。
広範囲なオーバーホールの後、ニューアークは1898年5月23日、米西戦争開戦直後に艦長A・S・バーカー大佐の指揮下再就役した。6月13日にキーウェストおよびキューバに向けて出航し、6月30日に封鎖部隊に加わる。その年の夏を通してキューバ水域を巡航し、8月12日にはマンサニージョへの砲撃を行い、翌日スペイン軍は降伏した。サンチャゴ・デ・キューバ海戦の後、ニューアークはパスクワル・セルベラ提督の艦隊に対する最終攻撃に参加した。ニューアークは1898年11月26日にニューヨークに帰還した。
1899年3月23日にニューヨークを出航したニューアークは南アメリカの偵察を行い、途中多くの港を訪問した。航海途中の4月7日、ニューアークはマゼラン海峡を通ってサンフランシスコへ向かう様命じられる。ニューアークは石炭が不足し、チリのポート・ロウへの寄港を強いられた。5月31日から6月22日まで同港に立ち寄り、燃料として木を切った。ニューアークは9月4日にメア・アイランド海軍工廠に到着し、修理を行った後10月17日に出航、ホノルルを経由して11月25日にフィリピンのカヴィテに到着、米比戦争でのアメリカ陸軍を支援した。ルソン島のビガン沖に停泊したニューアークは、駐屯部隊を上陸させた後12月10日にアパリに移動、カガヤン州、イサベラ州、バターン州で敵の降伏を受諾した。
1900年3月19日に香港に向けて出航し、3月22日にモニターのモナドノック (USS Monadnock, BM-3) と合流、船団はカヴィテに向かった。4月3日に到着し、24日に横浜に向けて出航、3日後に到着した。その後ニューアークはアジア艦隊副司令官ルイス・ケンプ少将の乗艦となり5月20日に中国へ向けて出航、義和団の乱鎮圧部隊の増援に向かう。5月22日に天津に到着、ニューアークは同地を拠点として大沽炮台、煙台で作戦活動に従事する。その後7月末に日本の呉に向かい、続いてカヴィテに移動、フィリピン戦隊司令官の乗艦となる。1901年4月半ばに帰国の途に就き、香港、セイロン島、スエズを経由して7月後半にボストンに到着、7月29日に退役した。
ニューアークは1902年11月3日に艦長リチャード・ウェインライト中佐の指揮下再就役し、12月14日に南部水域での任務のために出航した。続く2年にわたってニューアークは北大西洋艦隊の一部として西インド諸島および南アメリカの沖合で作戦活動に従事した。1904年10月27日から1905年1月9日まで短期間ノーフォークに帰還し、その後西インド諸島での任務を再開、バージニア沖合での演習の後6月に海軍兵学校の訓練艦任務に配属される。9月15日にアナポリスで予備役となり、1906年5月3日に現役復帰、2度目の東海岸での訓練巡航に入る。この任務の後、9月13日にノーフォーク入りし、海兵隊の部隊を乗艦させると17日にキューバに向けて出航した。ニューアークは10月19日に帰還し、11月9日にニューヨーク海軍工廠で退役した。
ニューアークは1907年3月23日にニューヨーク海軍民兵に貸与され、そのちょうど1年後にキューバのグアンタナモ湾海軍補給地でステーション船として再就役した。1908年4月2日に任務を開始し、1912年12月5日にノーフォークに帰還、31日に予備役となる。ニューアークは1912年6月16日に退役し、6月26日に除籍された。
ニューアークはその後も国のために役立ち続けた。公衆衛生局に移管されたニューアークは1918年までロードアイランド州プロビデンスで病院船として使用され、その後海軍に返還、第一次世界大戦の間中ニューポート海軍病院の別館として使用された。ニューヨークに移動されたニューアークは1919年5月に再びプロビデンスで公衆衛生局に移管された。1926年7月7日、再び海軍省に移管されたニューアークは9月7日に廃棄のため売却された。